# James Lankford
James Paul Lankford (* 4. března 1968 Dallas, Texas) je americký politik za Republikánskou stranu. Od roku 2015 je senátorem USA za stát Oklahoma.
V letech 2011 až 2015 byl členem Sněmovny reprezentantů za oklahomský pátý okrsek. Ve zvláštních volbách v roce 2014 byl zvolen senátorem poté, co se ziskem 68 % hlasů porazil kandidátku Demokratické strany Connie Johnsonovou. Mandát senárora obhájil i v řádných volbách v roce 2016, když porazil Demokrata Mika Workmama, a v roce 2022, kdy vyhrál nad Demokratkou Madison Hornovou.
Od roku 1992 je ženatý, má dvě děti.